# エウセビオ・ペドロサ
エウセビオ・ペドロサ（Eusebio Pedroza Silva、1956年3月2日 - 2019年3月1日）は、パナマのプロボクサー。パナマシティ出身。元WBA世界フェザー級王者。空手の黒帯を持つ有段者。
元WBA世界ジュニアバンタム級王者ラファエル・ペドロサはいとこ。

## 来歴
1973年デビュー。1977年、メキシコのKOキングアルフォンソ・サモラの持つWBA世界バンタム級王座に挑戦したが、2回KO負けで敗退する。
1978年4月15日、セシリオ・ラストラ（スペイン）の持つWBA世界フェザー級王座に挑戦。13回TKO勝利で戴冠以来、1985年6月8日、バリー・マクギガン（イギリス）に15回判定で敗れ陥落するまで、7年に渡って同タイトルを19度防衛した。防衛の相手には怪物ルーベン・オリバレスや、後の世界王者ロッキー・ロックリッジも含まれる。これはフェザー級における世界タイトル最多連続防衛記録で、今なお破られていない。
日本でも後楽園ホールで2度試合を行っており、ロイヤル小林（国際）やスパイダー根本（草加有沢）の挑戦を受け、いずれも退けている。
2019年3月1日、膵臓がんのためにパナマシティにて死去。62歳没。

## 通算戦績
- 50戦42勝（25KO）6敗1分1ND（世界戦戦績：22戦19勝（11KO）2敗1分）